# Любовичи (Гомельская область)
Любовичи (бел. Любавічы) — деревня в Вересницком сельсовете Житковичского района Гомельской области Белоруссии.

## География

### Расположение
В 35 км на юго-запад от районного центра и железнодорожной станции Житковичи (на линии Лунинец — Калинковичи), 268 км от Гомеля.

## Гидрография
Кругом сеть мелиоративных каналов.

## Транспортная сеть
Транспортные связи по просёлочной, затем автомобильной дороге Туров — Лельчицы. Планировка состоит из прямолинейной широтной улицы, на север от которой проходит параллельная короткая улица. Застройка деревянная, усадебного типа.

## История
Согласно письменным источникам известна с XVIII века как селение в Туровской волости Мозырского повета Минского воеводства Великого княжества Литовского. После 2-го раздела Речи Посполитой (1793 год) в составе Российской империи. В 1834 году в Туровском казённом поместье. В 1879 году упоминается как селение в Туровском церковном приходе. Согласно переписи 1897 года действовало народное училище, которое в 1901 году получила похвальный лист на Минской юбилейной выставке.
В 1929 году организован колхоз «VI съезд Советов». Во время Великой Отечественной войны 24 жителя погибли на фронтах. Согласно переписи 1959 года в составе колхоза «1 Мая» (центр — деревня Вересница). Действуют начальная школа, клуб, библиотека.

## Население

### Численность
- 2004 год — 112 хозяйств, 237 жителей.

### Динамика
- 1816 год — 160 жителей.
- 1834 год — 20 дворов.
- 1897 год — 28 дворов, 226 жителей (согласно переписи).
- 1908 год — 303 жителя.
- 1917 год — 325 жителей.
- 1925 год — 56 дворов.
- 1959 год — 491 житель (согласно переписи).
- 2004 год — 112 хозяйств, 237 жителей.